# كيفن هارلي
كيفن هارلي (بالفرنسية: Kevin Harley)‏ (20 أبريل 1994 في فرنسا - ) هو لاعب كرة سلة فرنسي في مركز الهجوم خلفي.

## وصلات خارجية
- كيفن هارلي على موقع الاتحاد الدولي لكرة السلة (الإنجليزية)
- كيفن هارلي على موقع كرة السلة الأوروبية.كوم (الإنجليزية)
- كيفن هارلي على موقع ريلجم (الإنجليزية)
- كيفن هارلي على موقع بروبوليرز (الإنجليزية)
- كيفن هارلي على موقع سبورتس رفرنس (الإنجليزية)